# 네마와시
네마와시(일본어: 根回し, ねまわし)는 본래 나무를 옮겨심기 전에 행하는 일련의 준비작업을 말한다. 또한 일을 진행할 때에 협의나 사전교섭 등을 통해 관계자들로부터 미리 양해를 구해 놓는 것을 가리키는 말로도 쓰인다.
다 큰 나무를 옮겨 심을 때 뿌리에 생긴 상처로 인해 자리를 잡지 못하고 말라 죽는 경우가 많은데, 이것을 막기 위해 반년에서 1년쯤 사이에 나무 줄기에 가까운 두꺼운 뿌리를 잘라내어 절단된 부분 주변에 새 뿌리가 활발하게 자라게끔 한다. 새 뿌리는 수분과 양분을 잘 흡수하기 때문에 옮겨 심고 나서도 나무가 말라죽는 것을 예방할 수 있다. 하지만 적절한 부위를 자르지 못 하면 옮겨 심기 전에 나무가 쇠약해질 수 있으니 신중을 기해야 한다.

## 같이 보기
- 회의